# Großalmerode
Großalmerode är en stad i Werra-Meissner-Kreis i Regierungsbezirk Kassel i förbundslandet Hessen i Tyskland.
Den tidigare kommunen Epterode uppgick i Großalmerode 31 december 1970 följt av Weißenbach 31 december 1971 samt Laudenbach, Rommerode, Trubenhausen och Uengsterode 1 januari 1974.